# Оге Нилс Бор
Оге Нилс Бор (дан. Aage Niels Bohr; Копенхаген, 19. јун 1922 — Копенхаген, 8. септембар 2009) био је дански физичар, син Маргарете и Нилса Бора. Одрастао је међу физичарима као што су Волфганг Паули и Вернер Хајзенберг, па је и сам постао истакнути атомски физичар, те је 1975. добио Нобелову награду за физику. Године 1946. почео је радити на Институту Нилс Бор при копенхашком свеучилишту. Био је директор института од 1963. до 1970.
Бор је 1948. у Копенхагену радио са Беном Мотелсоном и Џејмсом Рејнвотером на монографији са прегледом тадашњих спознаја о атомској структури. Први свезак, „Кретање појединачних честица”, издан је 1969, а други свезак, „Атомске деформације”, 1975. Рад на том пројекту донео им је 1975. Нобелову награду за физику, прецизније, истраживања како у квантној механици описати нуклеоне који се врте око осцилирајуће ротирајуће капљице.